# Kimbo Slice

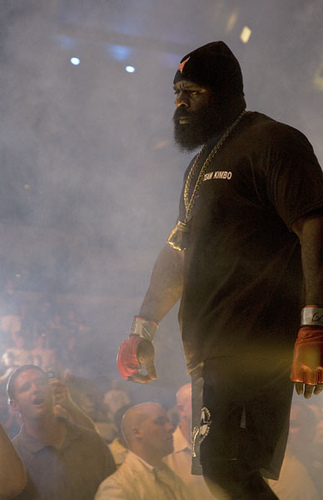
Kimbo Slice

Kimbo Slice (* 8. Februar 1974 als Kevin Ferguson in Nassau; † 6. Juni 2016 Margate, Florida) war ein US-amerikanischer Straßen- und Mixed-Martial-Arts-Kämpfer.
Er wurde durch verschiedene Amateurvideos im Internet bekannt, in denen er auf Hinterhöfen Faustkämpfe (sogenannte Bare-Knuckle-Kämpfe) gegen verschiedene Kontrahenten bestritt. Seit dem Ende seiner Karriere als Straßenkämpfer arbeitete Slice als professioneller Kampfsportler im Bereich der Mixed Martial Arts (MMA). Slice wurde für den Start ins MMA von Bas Rutten trainiert.

## Privatleben und Tod
In seiner Jugendzeit war er Footballspieler an der Miami Palmetto High School. Nach seiner Schulzeit arbeitete unter anderem als Türsteher eines Stripclubs und später als Bodyguard für die Pornofilmfirma RK Netmedia. Er lebte mit seiner Familie in Miami und war Vater von sechs Kindern. Am 6. Juni 2016 wurde er in ein Krankenhaus in Margate eingeliefert und starb dort an Herzversagen, bevor er eine Herztransplantation erhalten konnte.

## Karriere
Slices bekanntester Kampf war das Duell gegen den ehemaligen Polizisten Sean Gannon aus Boston. Es war der einzige Bare-knuckle-Kampf, in dem Slice von seinem Gegner besiegt wurde. Der Kampf wurde mehrfach von Fans Slices unterbrochen, da der Einsatz von Kniestößen und Würgetechniken aus ihrer Sicht unfair war. Die Zeitschrift Rolling Stone nannte Slice den König der Internet-Prügler.
Sein MMA-Debüt bestritt Slice am 23. Juni 2007 in Atlantic City gegen den damals 46-jährigen ehemaligen WBO-Schwergewichtsweltmeister Ray Mercer. Slice konnte sowohl diese Begegnung, wie auch seine beiden folgenden Kämpfe gegen Bo Cantrell und Tank Abbott in der ersten Runde für sich entscheiden. Allerdings verkörperten diese Gegner nicht die Weltspitze im MMA bzw. hatten ihre Glanzzeit bereits hinter sich.
Am 31. Mai 2008 traf Slice mit James Thompson auf seinen bis dato anspruchsvollsten Gegner. Slice hatte im Kampf zeitweise große Probleme mit Thompson, der zuletzt drei Kämpfe in Folge verloren hatte. Auch diesen Sieg konnte Thompson nicht mit nach Hause nehmen, nachdem er in der dritten Runde von einem mächtigen Schwinger am Ohr getroffen wurde, das daraufhin stark zu bluten begann. Seinen nächsten Kampf sollte Slice im Oktober gegen den ebenfalls noch ungeschlagenen Brett Rogers bestreiten, der ihn öffentlich herausforderte. Zu diesem Kampf kam es jedoch nicht, lieber wollte man ihn gegen Ken Shamrock antreten lassen. Da sich Shamrock kurz vor dem Kampf während einer Aufwärmeinheit verletzte, musste schnell ein Ersatzgegner gefunden werden. Man entschied sich für Seth Petruzelli, einen Kämpfer, der schon für die UFC und im K-1 kämpfte. Slice verlor diesen Kampf nach 14 Sekunden in der ersten Runde, nachdem ihn Petruzelli mit einem Punch zu Boden brachte und ihn mit weiteren Schlägen traktierte, ehe der Schiedsrichter den Kampf abbrach. Slice erhielt für diesen Kampf 500 000 US-Dollar. 2008 spielte er im Film Fröhliche Weihnachten, Drake & Josh den aggressiven Häftling Bludge.
Im Februar 2016 wurde Slice nach einem Kampf positiv auf das anabole Steroid Nandrolon getestet und eine Unregelmäßigkeit in seinem Blutbild festgestellt. Der Kampf wurde daraufhin aus der Wertung genommen.

### Ultimate Fighting Championship
Slice wurde 2009 vom Präsidenten der Ultimate Fighting Championship, Dana White, der den talentierten Anwärter schon seit längerer Zeit beobachtete, eingeladen, sich einen Platz in der Organisation zu erkämpfen. Er nahm an der zehnten Staffel von The Ultimate Fighter teil, wo er in der Preliminary Round Roy Nelson unterlag. Er überzeugte White durch einen Sieg nach Punkten gegen Houston Alexander beim Finale.
Seinen ersten offiziellen Schwergewichtskampf in der UFC verlor er am 8. Mai 2010 bei der UFC 113 in Montreal gegen Matt Mitrione. Darauf schied er aus der UFC aus. Slice erklärte seine MMA-Karriere für beendet und kündigte an, eine Boxkarriere zu starten.

### MMA-Ergebnistabelle
| Erfolg     | Gegner            | Veranstaltung                  | Austragungsort                            | Ende durch     | Datum         | Runde | Zeit |
| ---------- | ----------------- | ------------------------------ | ----------------------------------------- | -------------- | ------------- | ----- | ---- |
| No Contest | Dada 5000         | Bellator 149                   | Montreal, Quebec, Kanada                  | TKO (ungültig) | 19. Feb. 2016 | 3     | 1:32 |
| Sieg       | Ken Shamrock      | Bellator 138                   | St. Louis, Missouri, Vereinigte Staaten   | TKO            | 19. Juni 2015 | 1     | 2:22 |
| Niederlage | Matt Mitrione     | UFC 113                        | Montreal, Quebec, Kanada                  | TKO            | 8. Mai 2010   | 2     | 4:24 |
| Sieg       | Houston Alexander | The Ultimate Fighter 10 Finale | Las Vegas, Nevada, Vereinigte Staaten     | nach Punkten   | 5. Dez. 2009  | 3     | 5:00 |
| Niederlage | Seth Petruzelli   | EliteXC: Heat                  | Sunrise, Florida, Vereinigte Staaten      | TKO            | 4. Okt. 2008  | 1     | 0:14 |
| Sieg       | James Thompson    | EliteXC: Primetime             | Newark, New Jersey, Vereinigte Staaten    | TKO            | 31. Mai 2008  | 3     | 0:38 |
| Sieg       | Tank Abbott       | EliteXC: Street Certified      | Miami, Florida, Vereinigte Staaten        | KO             | 16. Feb. 2008 | 1     | 0:43 |
| Sieg       | Bo Cantrell       | EliteXC: Renegade              | Corpus Christi, Texas, Vereinigte Staaten | TKO            | 10. Nov. 2007 | 1     | 0:19 |

## Wechsel zum Boxen
Slice gab am 14. August 2011 sein Profi-Debüt gegen den 39-jährigen James Wade. Der Kampf fand im Buffalo Run Casino in Miami, Oklahoma statt. Slice gewann den Kampf nach zehn Sekunden durch K. o. Seinen zweiten Kampf bestritt er gegen Tay Bledsoe, den er ebenfalls in der ersten Runde durch K. o. für sich entscheiden konnte.

### Boxen-Ergebnistabelle
| Erfolg | Gegner           | Austragungsort                                                      | Ende durch | Datum         | Runde | Zeit |
| ------ | ---------------- | ------------------------------------------------------------------- | ---------- | ------------- | ----- | ---- |
| Sieg   | Shane Tilyard    | Entertainment Centre, Sydney, New South Wales, Australien           | KO         | 30. Jan. 2013 | 2     | 2:09 |
| Sieg   | Howard Jones     | Buffalo Run Casino, Miami, Oklahoma Vereinigte Staaten              | KO         | 6. Okt. 2012  | 1     | 0:57 |
| Sieg   | Jesse Porter     | Lucky Star Casino, Concho, Oklahoma Vereinigte Staaten              | KO         | 12. Mai 2012  | 1     | 0:36 |
| Sieg   | Brian Green      | O’Reilly Center, Springfield (Missouri) Vereinigte Staaten          | KO         | 24. März 2012 | 4     | 2:57 |
| Sieg   | Charles Hackmann | Buffalo Run Casino, Miami, Oklahoma Vereinigte Staaten              | n. P.      | 30. Dez. 2011 | 4     |      |
| Sieg   | Tay Bledsoe      | Heartland Events Center, Green Island, Nebraska, Vereinigte Staaten | KO         | 15. Okt. 2011 | 4     | 2:17 |
| Sieg   | James Wade       | Buffalo Run Casino, Miami, Oklahoma Vereinigte Staaten              | KO         | 13. Aug. 2011 | 4     | 0:17 |